# Abborrtjärnen (Norrfjärdens socken, Norrbotten, 728332-176006)
Abborrtjärnen är en sjö i Piteå kommun i Norrbotten och ingår i Rosåns huvudavrinningsområde. Sjön har en area på 0,204 kvadratkilometer och ligger 129,3 meter över havet. Abborrtjärnen ligger i Lustgården Natura 2000-område.

## Delavrinningsområde
Abborrtjärnen ingår i det delavrinningsområde (728123-176098) som SMHI kallar för Mynnar i Rosån. Medelhöjden är 75 meter över havet och ytan är 39,82 kvadratkilometer. Det finns inga avrinningsområden uppströms utan avrinningsområdet är högsta punkten. Lillån som avvattnar avrinningsområdet har biflödesordning 2, vilket innebär att vattnet flödar genom totalt 2 vattendrag innan det når havet efter 19 kilometer. Avrinningsområdet består mestadels av skog (66 procent) och jordbruk (14 procent). Avrinningsområdet har 0,28 kvadratkilometer vattenytor vilket ger det en sjöprocent på 1,3 procent. Bebyggelsen i området täcker en yta av 0,7 kvadratkilometer eller 3 procent av avrinningsområdet.